# Marcus Forss
Marcus Forss (* 18. Juni 1999 in Turku) ist ein finnischer Fußballspieler, der aktuell beim englischen Zweitligisten FC Middlesbrough unter Vertrag steht. Der Stürmer ist seit November 2020 finnischer Nationalspieler.

## Karriere

### Verein
Forss begann mit dem Fußballspielen beim FC Ruskon Pallo und kam über die Umwege Turun Weikot und FDS-Suomi im Jahr 2012 als 13-jähriger nach England, wo er in die Nachwuchsabteilung von West Bromwich Albion wechselte. Im Jahr 2015 unterzeichnete er bei den Baggies einen zweijährigen Stipendienvertrag. In der Saison 2015/16 spielte er erstmals für die U23-Mannschaft in der Premier League 2 und in der nächsten Spielzeit nahm er mit der Reserve an der EFL Trophy teil und absolvierte dort einen Einsatz. Am Saisonende verließ er den Verein nach auslaufen seines Vertrags.
Am 22. Juni 2017 unterzeichnete Forss einen Zweijahresvertrag im Reserveteam des FC Brentford. Dort zeigte er bereits in seiner ersten Saison ansprechende Leistungen und war mit 21 Treffern der beste Torschütze und gewann die Auszeichnung zum Spieler des Jahres. Bereits unter der Saison wurde er mit einem neuen Kontrakt mit einer Laufzeit bis 2021 belohnt. Zur Saison 2018/19 wurde er in die erste Mannschaft des Zweitligisten befördert. Am 18. August 2018 debütierte er beim 4:2-Auswärtssieg gegen Southend United im Carabao Cup für die Mannschaft von Cheftrainer Dean Smith. Er startete und erzielte in der 42. Spielminute die zwischenzeitliche 1:0-Führung. Daraufhin kam er zu zwei weiteren Einsätzen, bevor er sich im September eine Rückenverletzung zuzog, aufgrund derer er für fünf Monate ausfiel. Im Februar 2019 gab er sein Comeback und stand anschließend regelmäßig im Spieltagskader, kam aber nur sporadisch zu Einsatzzeit. Am letzten Spieltag der Saison traf er beim 3:0-Heimsieg gegen Preston North End in seinem sechsten Ligaspiel erstmals.
Auch in der folgenden Spielzeit 2019/20 gelang Forss nicht der Durchbruch in die Startformation. In den ersten sechs Ligaspielen kam er nur zu zwei Kurzeinsätzen. Nur im EFL Cup blühte er kurzfristig auf. Ihm gelang es jedoch auch dort nicht, trotz eines Tores in der regulären Spielzeit und dem verwandelten Versuch im Elferschießen das Ausscheiden seiner Mannschaft gegen den niederklassigeren Verein Cambridge United vermeiden zu können. Am 2. September 2019 unterzeichnete der Stürmer einen neuen Vierjahresvertrag bei Brentford und wurde noch am selben Tag für die restliche Saison an den Drittligisten AFC Wimbledon ausgeliehen. Dort traf er bereits in seinem ersten Einsatz am 7. September (7. Spieltag), als er nach seiner Einwechslung in der Schlussphase den Treffer zum 1:2-Endstand im Heimspiel gegen Milton Keynes Dons erzielte. In seinen nächsten fünf Ligaspielen markierte er sechs Tore, darunter einen Hattrick beim 4:1-Auswärtssieg gegen Southend United. Beim Abstiegskandidaten stieg er so rasch zum unverzichtbaren Leistungsträger auf und wurde für seine Leistungen mit der Auszeichnung zum EFL Young Player of the Month des Monats Oktober belohnt. Am 14. Januar 2020 wurde er aufgrund einer Oberschenkelverletzung von Brentford zurückbeordert. Bis dahin hatte er in 18 Ligaspielen elf Mal getroffen.
In der Saison 2020/21 kam er auf 42 Ligaspiele, in denen er acht Tore erzielte. Als Dritter konnte sich Brentford in den Play-off-Spielen letztlich gegen Swansea City durchsetzen und in die Premier League aufsteigen. Dort absolvierte er in der Saison 2011/22 sieben Ligaspiele, bevor er Ende Januar 2022 an den Zweitligisten Hull City für den Rest der Spielzeit ausgeliehen wurde. Zur Saison 2022/23 wechselte Forss per Vierjahresvertrag erneut in die zweite Liga, nunmehr zum FC Middlesbrough.

### Nationalmannschaft
Forss war für diverse finnische Juniorenauswahlen im Einsatz. Seit September 2018 ist er finnischer U21-Nationalspieler. Im November 2020 wurde er beim 2:0-Sieg gegen Weltmeister Frankreich erstmals in der A-Nationalmannschaft eingesetzt und erzielte beim ersten Sieg der Finnen gegen einen amtierenden Weltmeister und gegen Frankreich das Tor zur 1:0-Führung. Er hatte dann auch noch zwei Kurzeinsätze in den beiden folgenden Spielen der UEFA Nations League 2020/21.
Für die Europameisterschaft 2021 wurde er in den finnischen Kader berufen. Dort hatte er lediglich zwei Kurzeinsätze. Nach einem Auftaktsieg gegen Dänemark, der von dem Zusammenbruch des Dänen Christian Eriksen überschattet wurde, verloren die Finnen gegen Russland und Belgien und schieden als zweitschlechtester Gruppendritter aus.

## Privates
Bereits Marcus Forss Vater Tero war als Stürmer aktiv, spielte aber seine gesamte Karriere in der finnischen Heimat, genauso wie sein Großvater Rainer. Sein vier Jahre älterer Bruder Niclas spielte im Nachwuchs des FC Inter Turku und ist seither im finnischen Amateurfußball umtriebig.